# لوس ألاميتوس (كاليفورنيا)
لوس ألاميتوس (بالإنجليزية: Los Alamitos)‏ هي إحدى مدن مقاطعة أورانج، كاليفورنيا. تم إعطاءها لقب مدينة في 1 مارس، 1960.

## التركيبة السكانية
حدّد مكتب تعداد الولايات المتحدة بيانات التركيبة السكانية للوس ألاميتوس في تعداد الولايات المتحدة. في ما يلي، التركيبة السكانية حسب تعدادي 2000 و2010.

### تعداد عام 2000
بلغ عدد سكان لوس ألاميتوس 11,536 نسمة بحسب تعداد عام 2000، وبلغ عدد الأسر 4,246 أسرة وعدد العائلات 3,037 عائلة مقيمة في المدينة. في حين سجلت الكثافة السكانية 1,093.5 نسمة لكل كيلومتر مربع (2,832.2/ميل2). وبلغ عدد الوحدات السكنية 4,329 وحدة بمتوسط كثافة قدره 410.3 لكل كيلومتر مربع (1,062.7/ميل2).
وتوزع التركيب العرقي للمدينة بنسبة 76.97% من البيض و3.20% من الأمريكيين الأفارقة و0.58% من الأمريكيين الأصليين و9.49% من الأمريكيين ذوي الأصول الآسيوية و0.33% من سكان جزر المحيط الهادئ و5.37% من الأعراق الأخرى و4.07% من عرقين مختلطين أو أكثر و16.02% من الهسبانيون أو اللاتينيون من أي عرق.
بلغ عدد الأسر 4,246 أسرة كانت نسبة 39.7% منها لديها أطفال تحت سن الثامنة عشر تعيش معهم، وبلغت نسبة الأزواج القاطنين مع بعضهم البعض 48.4% من أصل المجموع الكلي للأسر، ونسبة 17.1% من الأسر كان لديها معيلات من الإناث دون وجود شريك، بينما كانت نسبة 6.1% من الأسر لديها معيلون من الذكور دون وجود شريكة وكانت نسبة 28.5% من غير العائلات. تألفت نسبة 21.8% من أصل جميع الأسر من عدة أفراد يعيشون في نفس المنزل ونسبة 7.7% كانت تتألف من شخص يعيش بمفرده يبلغ من العمر 65 عاماً أو أكثر. وبلغ متوسط حجم الأسرة المعيشية 2.62، أما متوسط حجم العائلات فبلغ 3.06.
بلغ العمر الوسطي للسكان 37.3 عاماً. وكانت نسبة 25.2% من القاطنين تحت سن الثامنة عشر، وكانت نسبة 7.8% بين الثامنة عشر والرابعة والعشرين عاماً، ونسبة 30.8% كانت واقعةً في الفئة العمرية ما بين الخامسة والعشرين والرابعة والأربعين عاماً، ونسبة 21.3% كانت ما بين الخامسة والأربعين والرابعة والستين، ونسبة 11.5% كانت ضمن فئة الخامسة والستين عاماً فما فوق. يوجد لكل 100 أنثى 92.9 ذكر، ويوجد لكل 100 أنثى في الثامنة عشر من عمرها فما فوق 87.6 ذكر.
بلغ متوسط دخل الأسرة في المدينة 55,286 دولارًا، أما متوسط دخل العائلة فبلغ 60,767 دولارًا. وكان متوسط دخل الذكور 49,946 دولارًا مقابل 36,002 دولارًا للإناث. وسجل دخل الفرد الخاص بالمدينة 26,014 دولارًا. وكانت نسبة 4.1% من العائلات ونسبة 5.2% من السكان تحت خط الفقر، وكان من هؤلاء نسبة 4.9% تحت سن الثامنة عشر ونسبة 8.8% في الخامسة والستين من العمر وما فوق.

### تعداد عام 2010
بلغ عدد سكان لوس ألاميتوس 11,449 نسمة بحسب تعداد عام 2010، وبلغ عدد الأسر 4,212 أسرة وعدد العائلات 3,038 عائلة مقيمة في المدينة. في حين سجلت الكثافة السكانية 1,085.2 نسمة لكل كيلومتر مربع (2,810.7/ميل2). وبلغ عدد الوحدات السكنية 4,355 وحدة بمتوسط كثافة قدره 412.8 لكل كيلومتر مربع (1,069.1/ميل2).
وتوزع التركيب العرقي للمدينة بنسبة 71.02% من البيض و2.83% من الأمريكيين الأفارقة و0.45% من الأمريكيين الأصليين و12.85% من الأمريكيين ذوي الأصول الآسيوية و0.44% من سكان جزر المحيط الهادئ و6.34% من الأعراق الأخرى و6.08% من عرقين مختلطين أو أكثر و21.12% من الهسبانيون أو اللاتينيون من أي عرق.
بلغ عدد الأسر 4,212 أسرة كانت نسبة 38.2% منها لديها أطفال تحت سن الثامنة عشر تعيش معهم، وبلغت نسبة الأزواج القاطنين مع بعضهم البعض 48.1% من أصل المجموع الكلي للأسر، ونسبة 17.4% من الأسر كان لديها معيلات من الإناث دون وجود شريك، بينما كانت نسبة 6.7% من الأسر لديها معيلون من الذكور دون وجود شريكة وكانت نسبة 27.9% من غير العائلات. تألفت نسبة 21% من أصل جميع الأسر من عدة أفراد يعيشون في نفس المنزل ونسبة 8.4% كانت تتألف من شخص يعيش بمفرده يبلغ من العمر 65 عاماً أو أكثر. وبلغ متوسط حجم الأسرة المعيشية 2.66، أما متوسط حجم العائلات فبلغ 3.10.
بلغ العمر الوسطي للسكان 38.7 عاماً. وكانت نسبة 23.9% من القاطنين تحت سن الثامنة عشر، وكانت نسبة 9.4% بين الثامنة عشر والرابعة والعشرين عاماً، ونسبة 25.7% كانت واقعةً في الفئة العمرية ما بين الخامسة والعشرين والرابعة والأربعين عاماً، ونسبة 27.1% كانت ما بين الخامسة والأربعين والرابعة والستين، ونسبة 13.9% كانت ضمن فئة الخامسة والستين عاماً فما فوق. وتوزع التركيب الجنسي للسكان بنسبة 47.2% ذكور و52.8% إناث.

## أعلام
- هوارد شو
- رالف فلانغن
- ريان ديفيس
- تيم كاري
- دان موراي

## الموقع الجغرافي
الموقع الجغرافي للمناطق المحيطة بهذه النقطة هو كالتالي: